# Stadelhof (Wilhelmsdorf)
Stadelhof ist ein Gemeindeteil der Gemeinde Wilhelmsdorf im Landkreis Neustadt an der Aisch-Bad Windsheim (Mittelfranken, Bayern). Stadelhof liegt in der Gemarkung Wilhelmsdorf.

## Geografie
Die Einöde liegt am Albach, einem linken Zufluss der Mittleren Aurach, und am Mühlbach, der dort als rechter Zufluss in den Albach mündet. 1 km nordöstlich des Ortes liegt der Kaiserberg (369 m ü. NHN), 1 km nordwestlich der Babenberg (370 m ü. NHN). Die Staatsstraße 2244 führt an der Schneemühle vorbei zu einer Anschlussstelle der Bundesstraße 8 (1 km südwestlich) bzw. nach Oberniederndorf (4 km östlich).

## Geschichte
Der Ort wurde möglicherweise 1404 als „Stadel“ erstmals schriftlich erwähnt. Der erste sichere Nachweis findet sich im Fraischbuch unter dem Gebirge von 1604 als „Stadel, zween höff“. Stadel ist die bairische Bezeichnung für Scheune.
Gegen Ende des 18. Jahrhunderts gehörte der Stadelhof zur Realgemeinde Wilhelmsdorf. Das Anwesen hatte das Rittergut Wilhelmsdorf als Grundherrn. Unter der preußischen Verwaltung (1792–1806) des Fürstentums Bayreuth erhielt der Stadelhof die Hausnummer 66 des Ortes Wilhelmsdorf.
Von 1797 bis 1810 unterstand der Ort dem Justizamt Markt Erlbach und Kammeramt Emskirchen. Im Rahmen des Gemeindeedikts wurde Stadelhof dem 1811 gebildeten Steuerdistrikt Wilhelmsdorf und der 1813 gegründeten Ruralgemeinde Wilhelmsdorf zugeordnet. Die freiwillige Gerichtsbarkeit hatte bis 1848 das Patrimonialgericht Wilhelmsdorf.

## Einwohnerentwicklung
| Jahr      | 001818 | 001840 | 001861 | 001871 | 001885 | 001900 | 001925 | 001950 | 001961 | 001970 | 001987 | 002020 |
| Einwohner | 9      | 6      | 7      | 7      | 8      | 6      | 7      | 15     | 6      | 6      | 7      | 6      |
| Häuser    | 1      | 1      |        |        | 1      | 1      | 1      | 1      | 1      |        | 1      |        |
| Quelle    | [ 10 ] | [ 11 ] | [ 12 ] | [ 13 ] | [ 14 ] | [ 15 ] | [ 16 ] | [ 17 ] | [ 18 ] | [ 19 ] | [ 20 ] | [ 1 ]  |

## Religion
Der Ort ist evangelisch-lutherisch geprägt und bis heute nach Wilhelmsdorf gepfarrt.